# Pseudoaricia septentrionalis
Pseudoaricia septentrionalis är en fjärilsart som beskrevs av Krulik 1908. Pseudoaricia septentrionalis ingår i släktet Pseudoaricia och familjen juvelvingar. Inga underarter finns listade i Catalogue of Life.